# Åse-Marie Nesse
Åse-Marie Nesse, född den 29 april 1934 i Klepp, död den 13 juli 2001, var en norsk poet och översättare. Hon var universitetslektor i tyska från 1964, och därefter försteamanuens.
Vid sidan av en stor egen produktion som lyriker översatte Nesse romaner och skådespel, redigerade en rad antologier och tolkade lyrik. Hon debuterade med samlingen Av hav er du komen (1970), och utmärkte sig snart som en formsäker, men förhållandevis traditionstrogen lyriker. I sin lyrik kombinerar Nesse klassisk europeisk bildning och kunskaper om västerländsk mytologi med intresse för främmande kulturer och religioner, framför allt latinamerikanska. Av hennes samlingar kan nämnas Til ord skal du bli (1973), Solstein (1976), Nomadesongar (1978), Lysår (1985), Men du syng, Irina (1986), Vandrestjerner (1992), For bare livet (1997) och Den tredje porten (2000).
Nesse gav även ut barnböcker och skådespel, samt två samlingar: «Dikt i utval»: Eg tenner eit fyrlys och Og ingen ting går tapt (1986), samt översatte Goethes Faust till nynorska (del 1, 1993; del 2, 1999). Hon tilldelades Doblougprisen 1999.

## Utmärkelser
- 1967 – Bastianpriset
- 1978 – Kultur- och kyrkodepartementets litteraturpris för barn- och ungdomslitteratur
- 1999 – Doblougska priset
- 1999 – Nynorsk litteraturpris